# Parc national de Desert
Le parc national de Desert est situé dans l'État du Rajasthan, en Inde. Il est très représentatif de l'écosystème du désert du Thar. Il a été inscrit sur la liste indicative du patrimoine mondial en 2009.
Ce désert était considéré comme le désert le plus peuplé du monde en 2001 avec plus de 80 hab/km².